# Pernod (Tony Fruscella)
Pernod è un CD di Tony Fruscella, pubblicato dalla Disconforme Records nel 1999. 

## Tracce
1. Blue Bells – 7:13 (Phil Sunkel) – Registrato il 31 gennaio 1955 al Fine Sound Studio di New York City
2. Roundup Time – 7:10 (Phil Sunkel) – Registrato il 31 gennaio 1955 al Fine Sound Studio di New York City
3. Get Happy – 6:21 (Harold Arlen, Ted Koehler) – Registrato dal vivo il 23 gennaio 1955 al Birdland di New York City
4. Dear Old Stockholm – 7:12 (Tradizionale) – Registrato dal vivo il 23 gennaio 1955 al Birdland di New York City
5. Pernod – 4:39 (Stan Getz) – Registrato dal vivo il 23 gennaio 1955 al Birdland di New York City
6. Foo's – 2:49 (Autore sconosciuto) – Registrato il 10 dicembre 1948 al Vocarium Studios di New York City
7. Flues – 2:45 (Autore sconosciuto) – Registrato il 10 dicembre 1948 al Vocarium Studios di New York City
8. Oh Yeah – 3:26 (Autore sconosciuto) – Registrato il 10 dicembre 1948 al Vocarium Studios di New York City
9. Little Orgg – 2:53 (Tony Fruscella) – Registrato il 10 dicembre 1948 al Vocarium Studios di New York City
10. Out of Nowhere – 3:20 (Edward Heyman, Johnny Green) – Registrato il 10 dicembre 1948 al Vocarium Studios di New York City
11. Flues – 2:34 (Autore sconosciuto) – Registrato il 10 dicembre 1948 al Vocarium Studios di New York City
12. Little Orgg – 2:09 (Tony Fruscella) – Registrato il 10 dicembre 1948 al Vocarium Studios di New York City
13. Out of Nowhere – 2:52 (Edward Heyman, Johnny Green) – Registrato il 10 dicembre 1948 al Vocarium Studios di New York City

Durata totale: 55:23

## Musicisti
#1 e #2
- Tony Fruscella - tromba
- Stan Getz - sassofono tenore
- Johnny Williams - pianoforte
- Bill Anthony - contrabbasso
- Frank Isola - batteria

#3, #4 e #5
- Tony Fruscella - tromba
- Stan Getz - sassofono tenore
- Johnny Williams - pianoforte
- Bill Anthony - contrabbasso
- Frank Isola - batteria

#6, #7, #8, #9, #10, #11, #12 e #13
- Tony Fruscella - tromba
- Chick Maures - sassofono alto
- Bill Triglia - pianoforte
- Red Mitchell - contrabbasso
- Dave Troy - batteria